# Арт-центр

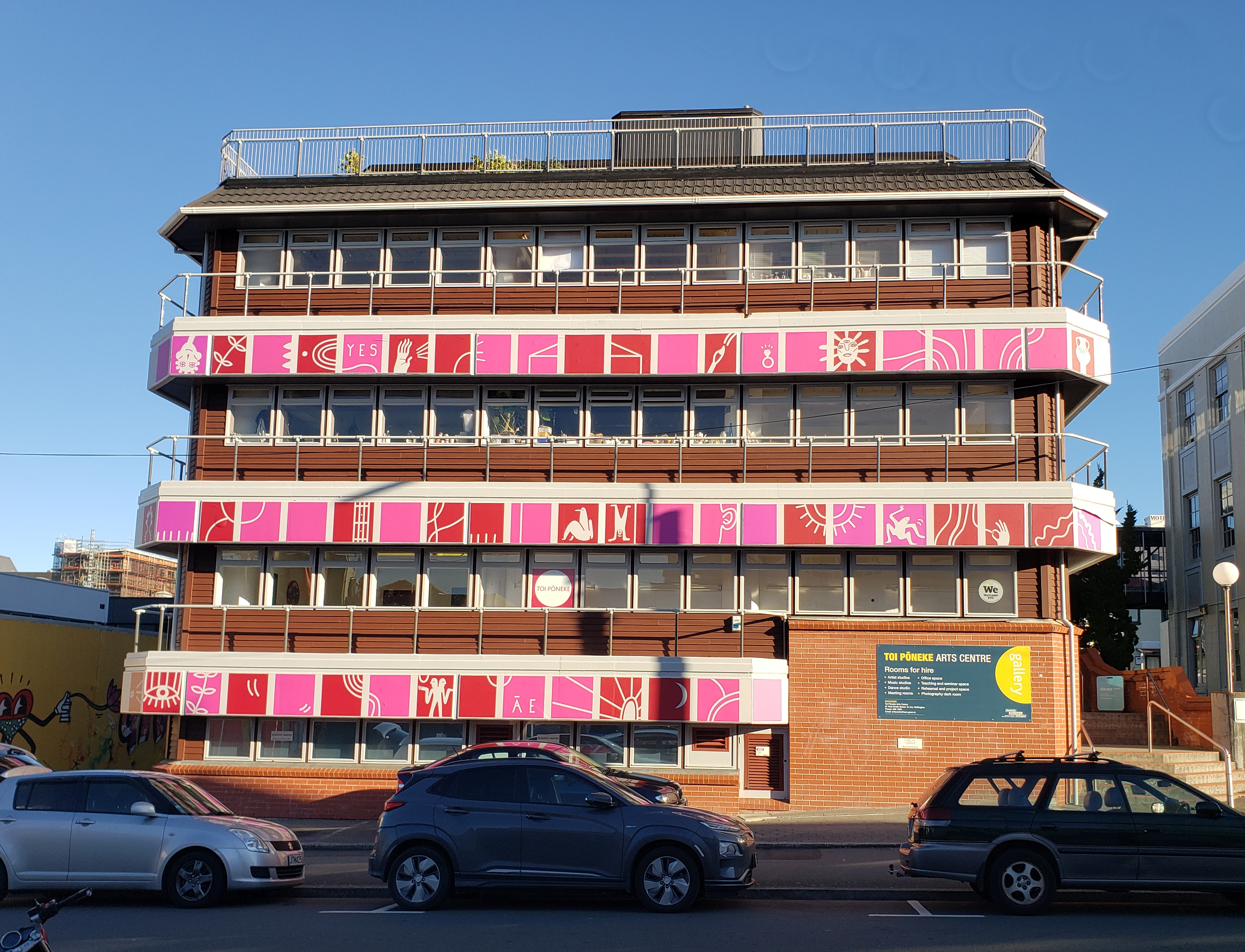

Худо́жественный центр (арт-центр, или центр иску́сств) отличен от художественной галереи или художественного музея.
На Западе центр искусств — функциональный общественный центр с определённой сферой компетенции, призванный поощрять практики искусств и обеспечивать различные услуги. Центр искусств предоставляет место для выставок и/или для работы художников, семинаров, оказывает образовательные услуги, предоставляет техническое оборудование и т. д.
Московский «Винзавод» создавался как «частный арт-центр». Создание частных арт-центров зачастую вписывается в стратегию джентрификации коммерчески непривлекательных городских пространств за счёт привлечения к ним общественного внимания. Примером такой стратегии может выступать АРТСтрелка.

## Арт-центры в мире

### Россия
В России художественные центры распределены согласно экономико-политической ситуации в различных городах. Центр современной культуры «Гараж» предоставляет свою площадь для наиболее дорогостоящих проектов связанных с современным искусством в городе (показы дорогостоящих частных коллекций современного искусства, выставки самых дорогих художников России, площадка для основного проекта 3-й Московской биеннале современного искусства).
Арт-центр Винзавод находится на территории бывшего пивоваренного завода (впоследствии — винного комбината) «Московская Бавария». Вход сюда бесплатный.
ГЦСИ Государственный Центр современного искусства — музейно-выставочная и научно-исследовательская институция, учрежденная в 1992 году Министерством культуры Российской Федерации.
В Екатеринбурге в 1999 году появился Уральский филиал Государственного центра современного искусства. Сегодня УФ ГЦСИ расположен в старинном здании в центре города (здание бывшей вечерней школы 1905 г. постройки). 
Филиал ГЦСИ в здании Арсенала в Нижнем Новгороде, 2015 
Арт-центр «Пушкинская, 10» (Санкт-Петербург) когда-то был оплотом петербургских художественных инициатив.
Зверевский центр современного искусства в последние годы простаивает, изредка предоставляя место под проведение традиционных в России праздников.
Арт-центры существуют и в других городах, например, в Самаре.
PERMM — первый в России «нестоличный» (расположенный не в Москве, и не в Петербурге) Центр современного искусства. Расположен в Перми, в здании речного вокзала.
Арт-центр ОБЛАКА, расположенный в Уфе.

### Украина
PinchukArtCentre был открыт в Киеве Фондом Виктора Пинчука 16 сентября 2006 года и стал первым арт-центром Украины и крупнейшим центром современного искусства в Восточной Европе. Основной задачей деятельности PinchukArtCentre является модернизация украинской художественной сферы. PinchukArtCentre реализует международную программу выставок, семинаров, мастер-классов, осуществляет поддержку культурных проектов и владеет коллекцией работ современного искусства, насчитывающей более 400 экспонатов.
В последние годы частные арт-центры стали открываться и вне Киева, в котором их насчитывается 13. Среди наиболее динамично развивающихся — днепровский арт центр «Квартира», харьковский филиал «Я-галереи» и симферопольский «Карман», «Ермилов-артцентр» в Харькове. Донецкий арт-центр «Изоляция» в настоящее время ведёт свою деятельность в Киеве.

### Казахстан
Центр современного искусства Сороса был открыт 1998 г. В Казахстане является крупнейшим центром современного искусства.

### Европа
В Великобритании художественные центры начали появляться после Второй мировой войны. Они прошли путь от мест для «среднего класса» к модным альтернативным центрам и, в конечном счёте, превратились в центры по обслуживанию общества с возможностями доступа для пользователей-инвалидов.

### Америка
В США художественные центры являются учреждениями, приспособленными для демонстрации, производства, и искусства открытого к доступу, для людей, интересующихся искусством.
Второй тип американских арт-центров — это здания, которые арендованы художниками, галереями или компаниями, вовлечёнными в художественный процесс.